# Biwa hōshi

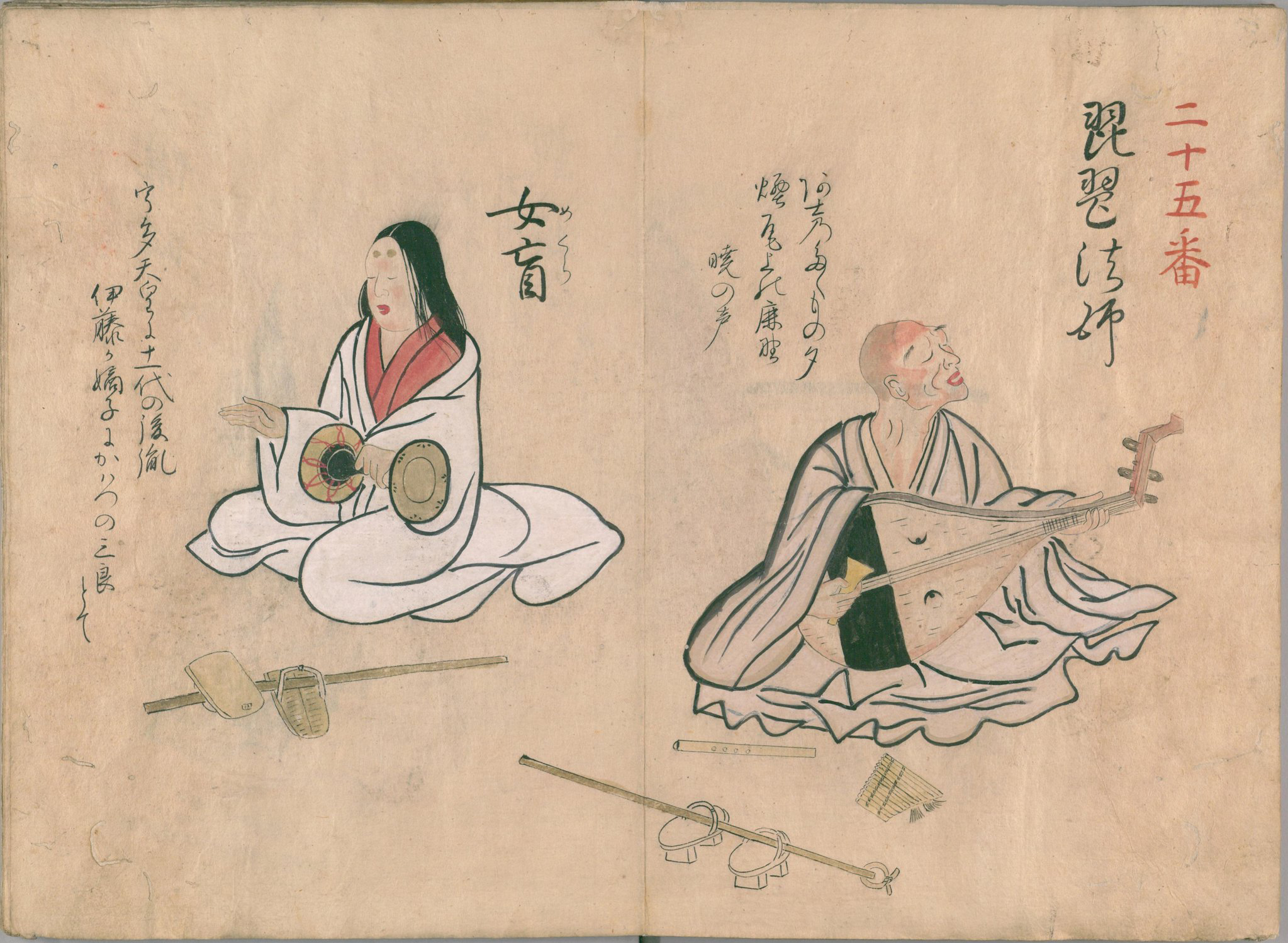
Houjun à Nagata, par Koh Okabe.

Les biwa hōshi (琵琶法師), aussi connus sous le nom « prêtres au luth », sont des musiciens itinérants actifs au cours de l'histoire du Japon précédant l'ère Meiji. Ils gagnent leur vie en récitant de la littérature orale sur un accompagnement musical de biwa. Souvent aveugles, ils adoptent les têtes rasées et les habits communs aux bhikkhu (moines bouddhistes). Cette profession est probablement originaire de Chine et d'Inde où les prêtres laïques bouddhistes interprètes aveugles étaient autrefois communs.
Leur style musical est appelé heikyoku (平曲) qui signifie littéralement « musique Heike ». Quoique ces artistes existent depuis bien avant les événements qu'ils rapportent, ils finissent par devenir célèbres pour leurs narrations. Avant que les biwa hōshi ne chantent le heikyoku, ils sont artistes et interprètes de rituels. Ils endossent un large éventail de rôles dont ceux de poètes et chanteurs, participent à la prévention de la peste et à la purification spirituelle. En fait, c'est probablement en raison de leurs fonctions rituelles qu'ils sont devenus les gardiens du Heike monogatari (平家物語).
Les biwa hōshi sont considérés comme les premiers interprètes du Heike monogatari qui est l'une des plus célèbres épopées du Japon. Ce texte détaille les combats entre deux puissants clans, les Minamoto et les Taira vers le XIIe siècle. Les Taira sont finalement anéantis par les Minamoto (parfois appelés les Genji) qui tuent systématiquement chaque descendant mâle des Taira. À cette époque, la religion au Japon intègre de nombreuses croyances animistes indigènes (voir shintoïsme) dans son cadre théologique bouddhiste, conduisant de nombreux nobles de la cour et les chefs religieux à se soucier des esprits en colère des Taira qui perturbent la paix. Le grand tremblement de terre vers 1185 contribue à ce sentiment. Comme leurs rituels comprennent l'apaisement des esprits et la prévention des fléaux, la musique Heike devient un véhicule pour apaiser le ressentiment durable des esprits Heike. La musique heikyoku et les biwa hōshi deviennent immensément populaires pendant les siècles suivants.

## Étymologie
Biwa hōshi signifie littéralement « prêtre au luth ». Hoshi (法師) est dérivé de buppo no kyoshi qui désigne un professeur qui explique les préceptes bouddhistes. Les deux caractères 法 et 師 signifient doctrine et professeur bouddhiste. Ils renvoient aux prêtres aveugles qui jouent du biwa heike pour accompagner leurs chansons sur les légendes, les guerres, les histoires et les mythologies. Finalement, 法師 vise les artistes voyants et aveugles et est également utilisé comme suffixe à une série d'autres types de personnes (par exemple, 田楽法師 (musiciens danseurs), 散楽法師 (amuseurs de style chinois), 絵取り法師 (artistes paria) et 三条法師, (hommes de Sanjo / hommes des quartiers temporaires). Les biwa hōshi apparaissent dans l'iconographie japonaise de la fin de l'époque de Heian (794-1185) et sont aussi mentionnés dans le Shin-sarugaku-ki, écrit par Fujiwara Akihira (989-1066).

## Histoire

### Origines et propagation
Shobutsu, moine bouddhique du Tendai-shu est selon la tradition le premier biwa hōshi à chanter le Heike monogatari vers l'an 1220. Par la suite, deux factions différentes de biwa hōshi se forment : l'école Ichikata, fondée par Kyoichi Akashi, et l'école Yasaka, fondée par Yasaka Kigen. Des rangs sont affectés aux biwa hōshi sur la base de leur compétence, le plus élevé étant kengyo, suivi de koto, betto et zato.
La multiplication des factions Yasaka et Ichikata s'accentue avec les contributions d'Akashi Kakuichi (1300-1371). Biwa hōshi renommé, la narration heikyoku de Kakuichi est actuellement acceptée comme la version définitive du Heike. Une raison documentée à cela est que Kakuichi est largement responsable de la formation de la guilde Ichikata. Celle-ci a précédé la formation de la Todo, guilde autonome de biwa hōshi qui perçoit des revenus de deux façons. Tout d'abord, la guilde est créée avec le soutien de l'aristocratie et des milieux militaires de Kyoto — cette question sera examinée ci-dessous. Deuxièmement, la Todo détient un monopole sur l'enseignement et la transmission du heikyoku. Pour être accepté comme disciple, un étudiant aspirant doit payer une taxe, après quoi l'étude de chaque nouveau morceau de musique exige un paiement. Aux XIIIe et XIVe siècles, les biwa hōshi se produisent pour l'élite militaire et l'aristocratie, y compris les seigneurs féodaux régionaux (daimyo). Des représentations publiques sont également données pendant les services des temples bouddhistes. Le grand public a la possibilité d'assister à des spectacles kanjin pour lesquels il est tenu de payer un droit d'entrée.

### De la période Sengoku à l'époque d'Edo
La guerre d'Onin (1467), ou perturbation Onin, s'avère être une occasion de difficultés pour les biwa hōshi. Cette guerre aboutit à la période Sengoku (XVe – XVIIe siècles), ère de guerre civile et de conflits politiques et militaires qui dure près de deux siècles. À cette époque, beaucoup de musiciens du Heike tournent leur attention vers le jōruri ou luth à trois cordes shamisen. Par conséquent, non seulement le conflit provoque-t-il une perte d'artistes mais aussi une baisse dans le nombre d'auditeurs de heikyoku.
Cependant, la disparition complète des biwa hōshi est empêchée par un daimyo, Tokugawa Ieyasu, qui favorise l'art de la performance de la musique heike. Il est celui qui finalement réunifie le pays en établissant le shogunat Tokugawa au cours duquel il se montre fervent mécène du Heike.
Durant l'époque d'Edo (1600-1868), le shogunat Tokugawa fournit à la Todo des privilèges spéciaux et un financement substantiel, que la Todo redistribue ensuite à ses membres selon leur rang. L'époque d'Edo marque aussi la période durant laquelle le shogunat désigne la Heike comme une de ses formes cérémonielles officielles de musique.
En conséquence, de nouvelles écoles de Heike apparaissent, dont beaucoup sont influencées par le style shamisen nouvellement introduit. Les deux écoles prédominantes qui se créent au cours de l'époque d'Edo sont la Maeda-ryū fondée par Maeda Kyuichi et la Hatano-ryū fondée par Hatano Koichi. Ces deux musiciens sont membres de la Shido-ha, la branche la plus active de l'ancienne école Ichikata. Des collaborations se forment entre amateurs passionnés du Heike qui, au cours de l'époque d'Edo, apportent de petites révisions à la notation musicale de la partition Heike. Le cérémonial de la musique Heike interprétée pour le shogunat se fait de plus en plus solennel et raffiné pour répondre aux normes de la classe intellectuelle. En outre, pour assurer le développement de la partition Heike, l'improvisation est en nette diminution.

### De l'ère Meiji au présent
En 1868, la restauration de Meiji annonce la chute du shogunat Tokugawa et contribue finalement à l'abolition de la Todo, ce qui porte atteinte aux privilèges sociaux dont bénéficient les musiciens et réduit le nombre des lieux disponibles de représentation. La Hatano-ryū en particulier subit une inexorable baisse de popularité si bien qu'elle lutte pour sa survie à Kyoto jusqu'au milieu du XXe siècle. Par ailleurs, le shamisen, qui accompagne le langage contemporain de chansons et de récits, fait apparaître désuets les contes anciens du Heike monogatari. À la fin de l'époque d'Edo, le koto a en fait remplacé le biwa comme l'instrument le plus couramment utilisé par les musiciens aveugles.
Cependant, la tradition Heike se perpétue par les lignées Tsugaru (transmise par des interprètes voyants) et Nagoya (transmise par des musiciens aveugles de la tradition Todo), toutes deux relevant de l'école Maeda-ryū. La lignée Tsugaru comprend Kusumi Taiso (1815-1882), qui apprend le Heike de la Maeda-ryū d'Edo, ainsi que ses fils Tateyama Zennoshin et Tateyama Kogo, qui tous deux déplorent le déclin de la musique Heike à la fin de l'ère Meiji et cherchent à encourager un certain nombre d'élèves. À Nagoya, ville qui avait été un noyau florissant pour les représentations du Heike, une petite faction de joueurs masculins aveugles continue à transmettre le Heike aux côtés d'autres instruments de musique à la popularité croissante, tels que le koto et shamisen. Des différences existent entre ces lignées en raison de la séparation géographique et des changements intervenus avec le temps. Par exemple, la lignée Nagoya repose presque entièrement sur la transmission orale. Néanmoins, les Heike Nagoya et Tsugaru ont tous deux été désignés par le gouvernement japonais « patrimoine culturel immatériel » (Mukei Bunkazai) qui doit être enregistré et conservé : Nagoya en 1955 et Tsugara en 1959. Ces interprètes de Nagoya désignés continuent leur transmission ; il s'agit d'Inokawa Koji, Doizaki Masatomi et Mishina Masayasu).
La notation de livret sur laquelle repose l'interprétation heikyoku aujourd'hui à Nagoya est appelée Heike shosetsu. Elle a été composée par Ogino Tomoichi (1732-1801), à l'origine disciple de l'école Hatano-ryū avant d'accéder au rang de kengyo dans la branche de Kyoto de l'école Maeda-ryū. Il possède une grande connaissance des deux grandes écoles comme maître disciple de la Hatano-ryū. En tant que tel, il joue un rôle fondamental dans la renaissance des biwa hōshi.
Tōru Takemitsu sauve le biwa de l'extinction en collaborant avec des compositeurs occidentaux. Takemitsu, et plusieurs compositeurs avant lui, reconnaissent que la musique japonaise devient rapidement obsolète. L'intérêt pour cet art nippon est presque inexistant. Les études sur la théorie musicale et la composition de la musique consistent presque entièrement dans la théorie occidentale et son enseignement. Certains de ces compositeurs commencent à intégrer de la musique et des instruments japonais dans leurs compositions. Pourtant, ces compositeurs se focalisent sur les instruments japonais les plus similaires à ceux de l'Occident, par exemple l'utilisation du koto par Michio Miyagi. Takemitsu, d'autre part, collabore avec des compositeurs et des compositions de l'Occident pour inclure le biwa asiatique distinct. Ses compositions — bien reçues — revitalisent l'intérêt pour le biwa et le préserve de l'obsolescence.
Selon Hugh de Ferranti, les spectacles modernes et en public de narration au biwa sont rares et presque tous les interprètes sont des « pratiquants du biwa de Chikuzen et du biwa de Satsuma ». Le biwa de Satsuma « émerge de l'interaction entre la Moso (guilde d'aveugles) et la classe des samouraïs » dans la province de Satsuma, inaugurant une période de popularité pour le « biwa moderne » jusqu'aux années 1930, tandis que le biwa de Chikuzen trouve ses origines dans les années 1890 dans la région de Chikuzen dans le Kyūshū en s'inspirant d'aspects de la musique moso, du shamisen et de la technique du biwa de Satsuma. Ces traditions sont particulièrement appréciées au début du XXe siècle pour leurs « sentiments nationalistes et militaristes de l'idéologie impérialiste de la fin de l'ère Meiji ». Dans la période d'après-guerre, ces traditions sont considérées comme des « activités classiques raffinées » d'où leur popularité au-delà du biwa heike. Le biwa lui-même est aussi représenté avec l'image de la déesse Benzaiten dans ses sanctuaires et dans les images des sept dieux chanceux (shichi fukujin) dans les maisons, les magasins et les bureaux.
Quoi qu'il en soit, les associations modernes de biwa sont liées principalement au biwa hoshi, lui-même lié au Heike monogatari et au Mimi nashi joichi, œuvres bien connues enseignées dans les écoles et réadaptées en séries télévisées, en manga, dans la littérature populaire et autres médias. En tant que tel, « la plupart des Japonais ont du biwa l'image d'un vieil instrument à cordes cabossé joué par un aveugle décrépit qui ressemble à un prêtre bouddhiste et se promène en chantant de vieilles histoires de guerre et de fantômes ». Selon Hugh de Ferranti, « en dehors des domaines de l'érudition et des rares praticiens », peu de Japonais sont familiers avec les qualités sonores du biwa et ne peuvent reconnaître ses tonalités avec des références aux anciens contes de guerre. L'instrument est considéré comme archaïque, une relique du passé qui « ne peut pas être une chose de la vie et de l'expérience japonaise contemporaine mais est associée à jamais au monde du Heike monogatari, un monde sombre de vaillance martiale et de samouraïs fantômes ».

## Le biwa et lesbiwa hōshidans la société

### Cécité
Pour l'essentiel de la période documentée de l'histoire du Japon, la musique ainsi que les interprétations narrées ont fréquemment été des professions exercées par des aveugles, dont l'importance dans la plupart des autres grands genres est également considérable, sauf pour la musique de cour et le théâtre, à partir du XIIIe siècle jusqu'au XIXe siècle. Le folklore et la littérature attestent « invariablement des biwa hōshi et des zato aveugles » et ce n'est que dans les temps modernes que les musiciens voyants maîtrisent des instruments tels que le biwa.
Selon De Ferranti, le fait de jouer du luth pour une aumône par des musiciens aveugles trouve ses racines dans la culture bouddhiste indienne au cours du premier millénaire de notre ère. Dès le IVe siècle, des aveugles itinérants dans l'Asie du Sud, décrits par les textes (tels l'Ashokavadana) comme des hommes saints, jouent du luth pour des aumônes. Un texte chinois du VIIe siècle ainsi que le Konjaku monogatari shū du début du XIIe siècle au Japon comptent cette histoire, tandis que d'autres « mentions dispersées » de prêtres aveugles joueurs de luth peuvent être trouvées dans des ouvrages de la période Tang de la partie continentale de Chine. Dans la région de Shanbei près de la Mongolie intérieure, les « mendiants aveugles qui récitaient des contes et voyageaient en compagnie de joueur de pipa étaient communs » avant la révolution de 1949. Sous Mao, les aveugles itinérants appelés shuoshude jouaient d'un luth à trois cordes dans des « contextes rituels de ménages » en utilisant leur récit « comme une puissante force pour la réforme sociale » par le Parti communiste.
Avant la diffusion du bouddhisme du VIe au IXe siècle, il était « généralement reconnu que dans la vie rituelle du Japon, les hommes et les femmes aveugles [étaient] respectés comme célébrants chamaniques porteurs d'une puissance lumineuse en raison de leur séparation du monde connu par les autres ». Historiquement, les aveugles pratiquaient des rituels curatifs pour guérir les maladies et exorciser les esprits. Pour la musique, les instruments à cordes pincées ou frappées avaient aussi des significations rituelles et étaient probablement des tâches affectées aux personnes aveugles dans la croyance de leurs capacités chamaniques. L'azusa yumi était utilisé pour convoquer les divinités dans un rituel pré-bouddhiste, impliquant probablement des aveugles. Le rôle des premiers biwa hōshi dans l'interprétation de la performance vocale de contes de bataille « pour apaiser la fureur des fantômes des guerriers tués » indique en outre une qualification chamanique des aveugles. Les références historiques suggèrent que les biwa hōshi étaient impliqués à la fois dans la divination mais aussi dans le rôle fondamental d'apaisement des esprits meurtris, en particulier ceux tués au combat.
Les liens intimes entre le biwa et les aveugles dans la Todo et divers groupes régionaux pour la Moso cimentent cette relation inséparable. La cécité est une condition nécessaire à l'adhésion à ces organisations qui protègent respectivement les interprètes aveugles de la musique Heike et les professionnels ainsi que les joueurs de biwa pour rituels. En ce qui concerne la Todo, les interprètes Heike finissent par contrôler la guilde et donc les vies de nombreux Japonais aveugles. Par ailleurs, selon les légendes de ces institutions, « la lignée des joueurs aveugles de biwa remonte en dernier ressort à… un disciple aveugle du Bouddha Shakyamuni historique, appelé Ganjutsu Sonja ».
Toutefois, selon Hugh de Ferranti, tous les joueurs aveugles de biwa de l'ancien temps « n'étaient pas complètement dépourvus du sens de la vision et de connaissance de la musique ». En effet, beaucoup de gens appelés aveugles n'étaient probablement affectés « seulement de facultés affaiblies de leur vision », en témoigne la dénotation de mots dans le style de mojin, sato et mekura. En outre, de nombreuses personnes aveugles étaient progressivement atteintes par le handicap résultant du vieillissement, de la maladie ou d'un accident, ce qui signifie qu'une alphabétisation pouvait avoir été acquise tôt dans la vie. Hugh de Ferranti soutient qu'un nombre important d'interprètes de biwa « disposaient du sens de la vue et, dans certains cas étaient alphabétisés », comme mis en évidence par les enregistrements de la tradition Jojuin de Moso et l'adhésion historique de la Gensei horyū. Ces personnes doivent donc être reconnues pour leur importance potentielle dans la production de textes écrits et dans la « transmission du répertoire ».

### Importance religieuse
L'iconographie bouddhique dans tout l'Orient et l'Asie du Sud-Est dépeint des luths au cou court joués par des êtres célestes, ainsi que la déesse hindoue Saraswati qui mène ces musiciens célestes. Les avatars de Sarasvati, « la déesse hindoue de la musique, de la sagesse et de l'éloquence qui joue du biwa », jouent également du luth dans les représentations iconographiques tibétaines et chinoises. Ces avatars correspondent à Benzaiten, divinité japonaise connue pour tenir un biwa dans ses bras bienveillants.
L'iconographie japonaise indique deux divinités joueuses de luth : Benzaiten susmentionnée et Myoon Ten. Leurs identités sont souvent fusionnées mais les deux ont leurs racines dans la tradition asiatique continentale et peuvent être déduites de Sarasvati à travers diverses formes. Benzaiten représente l'éloquence tandis que Myoon Ten incarne la musique elle-même. En tant que bodhisattva appelée « Son miraculeux », Myoon Bosatsu est décrite dans le Sūtra du Lotus et tient un rôle important pour les joueurs de biwa dans la société de cour. Son influence s'étend au-delà de la cour et s'intègre particulièrement dans la tradition des biwa hōshi. Après le début du VIIIe siècle cependant, la plupart des sculptures et des représentations iconographiques montrent le pipa au lieu du luth.
Les lieux dont le nom contient les caractères ou les sons « biwa » ont également des traditions sanctifiées. Le lac Biwa est renommé pour Chikubushima, où Taira no Tsunemasa joue au sanctuaire de Benzaiten dont la divinité apparaît sous la forme d'un dragon blanc. Dans tout le Japon et dans le Kyūshū en particulier, il existe des collines, des vallées, des étangs et des ponts biwa où les artistes ont prétendument enterrés ou offerts des instruments aux eaux des indigènes. D'autres légendes de certaines sectes et les mentions dans des textes anciens témoignent des associations sacrées de l'instrument biwa.

### Genre
Malgré la représentation de Benzaiten, la divinité protectrice de la musique vénérée par les biwa hōshi et la Moso, comme une entité féminine et l'existence de joueuses de biwa très célèbres au XXe siècle, à l'« exception des interprétations amateurs par les femmes dans la tradition de musique de cour », les joueurs de biwa professionnels sont des hommes jusqu'à l'emploi du shamisen au XVIe siècle,. Avec la cécité, la masculinité est une condition nécessaire pour l'admission dans la Moso et la Todo. Cependant, il est commun pour les femmes dans la Chine des Tang de jouer du pipa comme il est également fréquent pour les femmes de cour de l'époque de Heian jusqu'à l'époque de Muromachi d'apprendre à jouer du biwa dès l'enfance. Il existe aussi quelques rares références à des interprètes féminines — voyantes et aveugles — qui peuvent avoir joué du biwa, bien qu'au cours de l'époque d'Edo, quelques amateurs féminins se sont formées auprès de professionnels du biwa heike comme activité de loisir.
Pourtant, des interprètes féminines itinérantes ont existé dans le Japon médiéval même si elles sont le plus souvent représentées jouant du tsuzumi. Au cours de l'époque d'Edo, des chanteuses appelées goze s'accompagnent souvent au shamisen ou au koto, ce dernier étant joué par des « femmes aveugles aisées qui l'enseignent aux femmes de samouraïs et de marchands ». Le koto, avec son imitation en bois, le gottan, sont joués de maison en maison afin d'obtenir des aumônes, pratique appelée kadozuke. Dans le Kyūshū, les goze ne sont pas rares avec des artistes mentionnées à la fin du XVIIIe siècle dans les registres de la Todo. Bien que n'étant pas membres de la guilde, les goze organisent un festival annuel et cette profession continue d'être viable au milieu des années 1900.

### Statut social
Bien que la cécité dans la société japonaise a toujours été stigmatisée « à la suite d'une interprétation bouddhiste de ce handicap comme une forme de punition karmique », d'autres facteurs ont également conduit à la marginalisation et la discrimination des musiciens aveugles. En général, les aveugles étaient traités selon les restrictions imposées à leur rang social. En d'autres termes, les citadins roturiers (chōnin) et les aveugles des rangs guerrier « étaient autorisés à exercer les professions accessibles à tous ceux d'un rang similaire, dans les limites de leur insuffisance visuelle » tandis que ceux appartenant à des foyers agricoles pouvaient contribuer au paiement des taxes foncières par tout moyen de travail possible. Cependant, les professions les plus courantes pour tous ces gens comprenaient la musique, les massages, l'acupuncture et la moxibustion tandis que le travail rituel était courant dans des endroits spécialisés.
En ce qui concerne les artistes itinérants, les plus riches pouvaient « gagner leur vie au cours de l'époque d'Edo en tant qu'enseignants et interprètes à domicile » tandis que les autres (représentant la majorité des zato et goze) comptaient sur le kadozuke considéré comme une forme de mendicité en dépit de ses associations rituelles. Les interprétations de porte-à-porte par des professionnels associés aux sanctuaires et aux temples avaient également lieu dans le cadre de la pratique historique des rites saisonniers et des célébrations pour les zones agricoles. À l'époque médiévale cependant, ils étaient considérés comme étant de faible statut et affiliés au district de Sanjo « pour les classes discriminées ». Cependant, les croyances populaires dans les visites de kamis pendant ces fêtes de la moisson pour débarrasser les villageois des impuretés lors de la réception des dons de chefs de famille peuvent avoir fourni une base socio-culturelle à la volonté d'offrir de la nourriture et de l'argent aux artistes itinérants. En outre, le kadozuke était considéré comme un acte méritoire.
Selon Hugh de Ferranti, les sources iconographiques et littéraires dépeignent généralement les biwa hōshi comme des figures solitaires et pitoyables même si des individus riches et puissants sont également présents dans ces représentations. Ils sont parfois dépeints comme des individus mystérieux, effrayant et potentiellement dangereux tandis que selon d'autres sources, ce sont des personnages « ridicules » qui existent pour « être moqués, parfois avec une cruauté sans limite ». Le folklore associe les biwa hōshi aux fantômes grâce à leur faculté d'apaisement des esprits lésés et leur performance des rituels chinkon. Cependant, les pièces du théâtre kyōgen appelées zatomono décrivent des tromperies délibérées infligées à un zato aveugle de telle sorte qu'il est perdu et désorienté ou souffre de pertes et d'incompréhension. Un tel acte est provoqué par des personnes voyantes pour leur pur amusement, comme dans les histoires de Saru zato et Tsukimi zato,. Les parchemins illustrés marient ce « sens similaire des biwa hōshi comme des êtres bizarres, un peu effrayants, qui peuvent néanmoins être raillés, ». Sur ces images, les gens « regardent de leurs maisons les joueurs de biwa et semblent en rire ou se moquer d'eux » tandis que les enfants les fuient et les chiens leur aboient après.

## Développement du styleHeike
La tendance actuelle de l'analyse scientifique est de considérer l'origine du Heike comme ayant surgi d'abord comme une récitation de biwa dans le but de propager le bouddhisme au Japon. Selon le Tsurezuregusa, Les Heures oisives, Yukinaga du Gotaba en règne, chargé de la maison de Fujiwara no Kanezane, le conseiller en chef de l'empereur, a souvent échangé des poèmes avec la cour impériale. Invité à un discours impérial sur des poèmes et incapable de se rappeler deux des sept vertus, il a donc été nommé Jacques[Quoi ?] (?) des cinq vertus. Embarrassé, il a renoncé à apprendre la poésie, a pris la tonsure puis est devenu moine sous l'autorité de Jichin Jaso de la secte tendai. Jichin était connu pour rassembler des talents au temple Shorenin dans le quartier Higashiyama de Kyoto afin de discuter des moyens de diffusion de la foi tendai. Nombreux y étaient les biwa hōshi. C'est ainsi que, selon la légende, Yukinaga a écrit le scénario du Heike monogatari et l'a enseigné à un joueur de biwa moso de l'est du Japon, nommé Shobutsu, réputé pour ses impressionnantes narrations et sa connaissance approfondie des guerriers, des arcs et des chevaux.
Selon George Gish, il y avait cinq éléments essentiels pour le développement du Heike.
1. Sermons populaires chinois appelées zokko conçus pour plaire aux masses.
2. Récits de ballades épiques intitulés wasan, plus tard révisés dans un nouveau style de shōmyō appelé Rokudo-koshiki, qui se réfèrent aux six mondes du bouddhisme (le ciel à travers l'enfer) ; c'était le principal modèle pour le chant.
3. Style shodō de prêche bouddhiste avec mélodie, style favorisé par Jichin.
4. Influence du biwa moso de l'école moso de Kyoto à partir de laquelle dérive l'idée de narration avec accompagnement au biwa.
5. L'histoire du Heike lui-même relatant la période Heian Taira/Genji, souvent interprétée comme une phase des six mondes du bouddhisme. L'histoire est traitée comme un shodō, ou sermon dans le but de l'illumination.

Le heikoyu est musicalement influencé par le chant bouddhiste et les traditions koshiki et shōmyō du biwa des XIe et XIIe siècles. C'est en effet une combinaison du style de monogatari pratiqué par gakybiwa mosobiwa et de la narration shōmyō. L'écrivain Yukinaga a apporté des éléments de la tradition de cour tandis que Jichin a offert des aspects shōmyō. Shobutsu en tant que kyotomoso et un biwa hōshi ont également apporté une perspectives unique.
Le biwa comme instrument Heike lui-même est une combinaison des prédécesseurs gaku et moso du biwa. De fait, la distance relative moyenne entre les frettes est égale à celle du biwa heike de même que leur hauteur relative. À partir de Shobutsu apparaissent deux écoles, la Yasaka-ryū conduite par Jogen et l'Ichikata-ryū dirigée par Nyoichi. Askahi Kakuichi est le disciple de Nyoichi et un favori du shogun Ashikaga Takauji, probablement en raison de liens de sang. Kakuichi atteint bientôt le rang de kengyo, chef de la guilde pour aveugles, connu sous le nom shoku-yashiki. Il meurt en 1371, à l'apogée du biwa heike.
Musicalement, le développement se poursuit avec l'Ichikata-ryū qui se diversifie en quatre branches séparées. Puis, au cours de l'époque d'Edo, les principales branches se différencient plus encore sous l'influence du style shamisen. Les principales écoles sont la Hatano-ryū et la Maeda-ryū, nommées d'après leurs fondateurs respectifs. Une intense rivalité entre les écoles, aggravée par les changements dans le monde de la musique dans son ensemble, contribue au déclin de la tradition Heike.
L'utilisation croissante du shamisen au milieu du XVIe siècle précipite de nouvelles innovations dans la musique populaire. Certaines des premières innovations sont effectuées par quelques joueurs Heike au cours de cette tradition musicale. Ils utilisent un plectre de type biwa sur le shamisen pour émuler les sons et l'effet de bourdonnement du biwa.
Pourtant, le shamisen aboutit à de nouvelles possibilités créatives séduisantes, attirant des musiciens et leurs clients et auditeurs avec eux. Le nouveau langage de la chanson rend désuets les anciens styles de heikoyu, surtout avec le koto comme nouvel instrument.